# Crime de haine
 (mai 2015).
Si vous disposez d'ouvrages ou d'articles de référence ou si vous connaissez des sites web de qualité traitant du thème abordé ici, merci de compléter l'article en donnant les références utiles à sa vérifiabilité et en les liant à la section « Notes et références ».
On parle de crime de haine ou de crime haineux quand la victime en est la cible en raison de son appartenance, réelle ou supposée, à un certain groupe social, le plus souvent défini par une supposée race, la religion, l'orientation sexuelle, le handicap, l'ethnie, la nationalité, l'âge, le sexe, l'identité de genre ou le parti politique. Les crimes de haine peuvent prendre de nombreuses formes.
Les incidents peuvent impliquer des attaques physiques, des dégradations de biens, des intimidations, du harcèlement, des attaques verbales ou des insultes, ou des graffitis ou des lettres insultantes.

## Histoire
L'inquiétude au sujet des crimes de haine est devenue, de façon croissante, prééminente entre policiers dans de nombreux états et à tous les niveaux gouvernementaux dans les années récentes, mais le phénomène n'est pas nouveau. Des exemples du passé incluent la persécution romaine contre les chrétiens, le génocide ottoman des arméniens, et la « solution finale » des nazis pour les juifs, et plus récemment, le nettoyage ethnique en Bosnie-Herzégovine et le génocide au Rwanda.
Les crimes de haine ont parfois défini l'histoire mondiale. Aux États-Unis, les préjugés raciaux et religieux ont inspiré la plupart des crimes de haine. Quand les Européens ont commencé à coloniser le nouveau monde aux XVIe et XVIIe siècles, les amérindiens devinrent, de façon croissante, la cible d'intimidations et de violences fondées sur les préjugés. Dans le passé d'il y a deux siècles, quelques-uns des exemples les plus typiques de crimes de haine aux États-Unis comprennent le lynchage de noirs américains, les croix brulées pour expulser les familles noires essentiellement des voisinages blancs, les attaques envers des gays, des lesbiennes et des transsexuels, et les croix gammées sur les synagogues.

## Victimes des crimes de haine
Aux États-Unis, le racisme contre les noirs est le motif de racisme le plus rapporté (les noirs constituent le deuxième groupe minoritaire le plus important, après les hispaniques). Presque 8 000 crimes de haine furent rapportés au FBI en 1995, et presque 3 000 d'entre eux étaient motivés par les préjugés contre les noirs américains. Les autres formes de discrimination les plus fréquentes sont l'antisémitisme, l'homophobie et le racisme contre les hispaniques.

## Effets psychologiques
Les crimes haineux ont souvent des conséquences dévastatrices sur le plan psychologique. Un manuel préparé par le Ministère du Procureur Général de la Province d'Ontario au Canada liste les conséquences suivantes:
- Effet sur les personnes : dommages psychiques et affectifs ; altération de l'identité de la victime et de son estime de soi, les deux aggravés par le degré de violence manifesté dans les crimes de haine, souvent beaucoup plus élevé que dans les crimes communs.
- Effet sur le groupe visé : une terreur généralisée au sein du groupe auquel appartient la victime, ce qui peut inspirer un sentiment de vulnérabilité chez les autres membres de ce groupe qui pourraient en être les prochaines victimes.
- Effet sur les autres groupes vulnérables : effet néfaste sur des groupes minoritaires ou sur des groupes qui s'identifient au groupe visé, surtout quand la haine manifestée s'appuie sur une idéologie ou une doctrine qui vise plusieurs groupes.
- Effet sur l'ensemble de la collectivité : la stimulation des divisions dans la société, ce qui serait une abomination sur des concepts comme l'harmonie et l'égalité[pas clair] dans une société multiculturelle.

## Lois
Les lois des crimes de haine font généralement partie d'une de ces catégories :
- les lois définissant des actes de racisme spécifiques comme des crimes distincts ;
- les majoration des peines ;
- les lois créant des distinctions civiles de cause et d'action pour les crimes de haine[pas clair] ;
- les lois exigeant des autorités administratives de collecter des statistiques pour les crimes de haine.

Parfois, comme en Bosnie-Herzégovine, les lois mettent au point des crimes de guerre, des génocides et des crimes contre l'humanité avec l'interdiction des actes de discrimination limitée au public officiel.[pas clair]

## Les lois par pays

### Allemagne
Le code criminel allemand permet aux motifs et buts du criminel, motifs racistes inclus, d'être pris en compte dans la condamnation. La section 130 du code pénal allemand interdit :
1. l'incitation à la violence, l'incitation à la discrimination arbitraire aussi bien que :
2. le non-respect de la dignité humaine par jurons ou diffamation de groupes de gens définis par la nationalité, race, religion ou ethnie.

### Andorre
Les actes discriminatoires constituent du harcèlement sur la base de l'origine, la citoyenneté, la race, la religion ou le sexe (article 313 du Code pénal).

### Angleterre et Pays de Galles
En Angleterre et au Pays de Galles, les actions criminelles sont considérées comme des crimes de haine si elles sont perçues par la victime ou une autre personne comme motivées par les préjugés et la haine. Les crimes de haine peuvent être des attaques physiques, des attaques verbales, des intimidations ou des insultes, ils sont considérés comme des crimes de haine s'ils sont motivés par la race, la couleur, l'origine ethnique, la nationalité ou l'origine nationale, la religion, le sexe ou l'identité sexuelle, l'orientation sexuelle ou le handicap de la victime.

### Arménie
L'Arménie dispose d'une majoration de peine pour les crimes avec motif racial, ethnique ou religieux (Code criminel, Article 63).

### Autriche
L'Autriche dispose d'une majoration de peine pour les crimes avec motif raciste ou xénophobe.

### Azerbaïdjan
L'Azerbaïdjan dispose d'une majoration de peine pour les crimes motivés par la haine raciale, nationale ou religieuse. Le meurtre et le fait d'infliger des blessures graves motivés par l'intolérance raciale, religieuse, nationale ou ethnique sont des crimes distincts.

### Biélorussie
La Biélorussie dispose d'une majoration de peine pour les crimes motivés par la haine et la division raciale, nationale et religieuse.

### Belgique
L'acte belge du 25 février 2003 (« visant au combat des discriminations et modifiant l'acte du 15 février 1993 qui établit le centre pour les opportunités égales et le combat contre le racisme ») établit une majoration de peine impliquant une discrimination sur le fondement du sexe, la race supposée, la couleur, la descendance, l'origine nationale ou ethnique, l'orientation sexuelle, le statut civil, la naissance, la fortune, l'âge, la religion ou les croyances philosophiques, l'état de santé présent ou futur et le handicap ou les traits physiques. L'acte fournit aussi « une solution civile pour les discriminations adressées ». Allongé par l'acte du 20 janvier 2003 (« sur le renforcement de la législation contre le racisme ») exige du centre de collecter et publier les données statistiques sur le racisme et les crimes discriminatoires.

### Bosnie-Herzégovine
Le code criminel de Bosnie-Herzégovine (statué en 2003)
« contient des clauses interdisant la discrimination par le public officiel sur les terres, de race, de nation ou de terre d'origine ethnique, religion et langue et interdisant la restriction par le public officiel de la vraie langue des citoyens dans leurs rapports avec les autorités (Article 145/1 et 145/2) ».

### Bulgarie
La loi criminelle bulgare interdit certains crimes motivés par le racisme et la xénophobie, mais un rapport datant de 1999 de la Commission Européenne contre le Racisme et l'Intolérance trouve qu'il n'apparaît pas que ces clauses « ont déjà résulté en convictions avant les cours de justice en Bulgarie ».

### Canada
Depuis 1966 le Code criminel canadien a inclus une clause de majoration de peine pour les crimes « motivés par les préjugés ou la haine basés sur le groupe racial, l'origine nationale ou ethnique, la langue, la couleur, la religion, le sexe, l'âge, le handicap physique ou mental, l'orientation sexuelle, ou tout autre facteur similaire ». Le Code « réprime également quiconque défend ou promeut le génocide, avec le génocide défini pour exiger que des actes soient commis avec l'intention tout ou partie de tout groupe identifiable. Un groupe identifiable, à l'inverse, est défini comme toute partie de la population distinguée par la couleur de peau, le groupe racial, la religion, l'origine ethnique ou l'orientation sexuelle ».

### Croatie
La loi croate permet la considération de circonstances atténuantes ou aggravantes dans la sentence, mais il n'est fait aucune clause explicite pour les motivations racistes.

### Danemark
Bien que les lois danoises ne comprennent pas de condamnation explicite des crimes de haine, « la section 80 (1) du code criminel instruit des cours de justice pour prendre part de la gravité de l'offense et le motif de l'offenseur quand il est condamné à une peine, et donc d'attacher de l'importance au motif raciste des crimes dans des circonstances déterminantes ». Dans les années récentes les juges ont utilisé cette condamnation pour accroître les sentences sur le fondement de motifs racistes. Depuis 1992, le service de sécurité civil danois a délivré des statistiques sur les crimes avec une cause raciste apparente.

### Écosse
Dans la Common law écossaise, la cour de justice peut prendre en compte tout facteur aggravant quand la sentence déclare quelqu'un coupable d'un délit. Il existe une loi spécifique de transaction avec les délits d'incitation à la haine raciale, harcèlement racial aggravé et délits aggravés par un préjugé religieux. Un membre du gouvernement écossais examinait l'issue de crimes de haine et les façons de combattre les crimes motivés par les préjugés sociaux, rapportées en 2004. Leurs principales recommandations n'ont pas été appliquées, mais dans leurs manifestes pour l'élection du parlement écossais de 2007, plusieurs partis politiques ont proposé des commissions pour légiférer sur ce sujet, y compris le Parti national écossais qui forme maintenant le gouvernement écossais. La loi sur les offenses (aggravation par les préjugés) fut introduite le 19 mai 2008 par Patrick Harvie du MSP, ayant été préparé avec le soutien du gouvernement écossais.

### Espagne
L'article 22 (4) du code pénal espagnol comprend une clause de majoration de peine pour les crimes motivés par les préjugés contre l'idéologie, les croyances, la religion, l'ethnie, la race, la nationalité, le genre, l'orientation sexuelle, la maladie ou le handicap.

### États-Unis
Comme le définit en 1999 l'enquête sur les victimes des crimes nationaux, « Un crime de haine est une offense criminelle commise contre une personne ou un bien, en totalité ou en partie, à cause des préjugés des offenseurs contre un groupe racial, une religion, une ethnie, un genre, une préférence sexuelle, ou un handicap. L'offense est considérée comme un crime de haine même si la perception des offenseurs pour la victime comme membre d'un groupe protégé est correcte. » Aux États-Unis, l'accusation fédérale est possible pour les crimes commis sur la base de la race, couleur, religion, ou origine nationale quand elle engage dans une activité protégée au niveau fédéral. Des mesures pour ajouter le genre, l'identité sexuelle, l'orientation sexuelle et le handicap à la liste ont été proposées, mais ont échoué à cause de l'opposition conservatrice. Quarante-cinq états et le district de Columbia ont des statuts criminalisant divers types de crimes de haine. Trente et un États et le district de Columbia ont des statuts créant une cause pour une action en droit civil en plus de la peine criminelle pour des actes similaires. Vingt-sept États et le district de Columbia ont des statuts exigeant de l'état de collecter des statistiques sur les crimes de haine. Selon les statistiques des Crimes de haine du FBI rapportées en 2006, les crimes de haine ont cru de huit pour cent par état, avec un total de 7722 incidents et 9080 offenses rapportés par les participations aux agences de renforcement de la loi. Des 5449 crimes contre les personnes, 46 pour cent étaient classés comme intimidation et 31.9 pour cent comme de simples attaques. 81 pour cent des 3593 crimes contre les biens étaient des actes de vandalisme ou de destruction. 58,6 pour cent des offenses connues étaient commises par des blancs et 20,6 par des noirs. Plus de la moitié, 52 pour cent, des 9 652 victimes étaient identifiées comme des cibles en raison de leur groupe racial.

### Finlande
Le Code pénal finlandais 515/2003 (statué le 31 janvier 2003) fait du fait de « commettre un crime contre une personne en raison de son groupe racial, national, ethnique ou équivalent » une circonstance aggravante dans la sentence. L'accusation n'a pas besoin de prouver qu'un danger réel est causé à un groupe ethnique mais seulement qu'un message malveillant est envoyé. Un crime de haine aggravé (en finnois, sotaan yllyttäminen) est puni d'une peine de prison de un à dix ans. Cependant, dans le cas d'un crime de haine aggravé, l'accusation doit prouver dans un acte déclaré qu'il accroît évidemment le risque que la Finlande soit impliquée dans une guerre ou devienne une cible pour une opération militaire.
L'acte en question peur consister en :
1. violence illégale dirigée contre un pays étranger ou ses citoyens ;
2. dissémination systématique d'informations erronées sur les étrangers à la police ou défense finnoise ;
3. influence publique sur l'opinion publique pour un point de vue belliciste ;
4. la suggestion publique qu'un pays étranger ou la Finlande devrait s'engager dans un acte agressif.

### France
En 2003, la France statua sur la loi de majoration de peine pour les crimes de haine pour les crimes motivés par un préjugé contre l'ethnie, nation, race, religion ou orientation sexuelle réelle ou supposée. La peine encourue pour le meurtre passe de trente ans (pour les crimes non haineux) à l'emprisonnement à perpétuité (pour les crimes de haine), et la peine encourue pour des violences ayant entraîné une infirmité permanente passe de dix ans (pour les crimes non haineux) à quinze ans (pour les crimes de haine).

### Géorgie
« Il n'existe aucune clause générale dans la loi géorgienne pour les motivations racistes pour être considérées comme une circonstance aggravante dans les accusations d'offenses ordinaires. Certains crimes impliquant une motivation raciste sont définis comme des offenses spécifiques dans le code criminel géorgien de 1999, incluant le meurtre motivé par l'intolérance raciale, religieuse, nationale ou ethnique (article 117), et la torture motivée par l'intolérance raciale, religieuse, nationale ou ethnique (article 126). » ECRI ne rapporte aucune connaissance de cas où cette loi a été citée. Il n'existe aucun contrôle ou collecte de données sur la discrimination en Géorgie.

### Grèce
Selon l'article de loi 927/1979 « la section 1,1 punit l'incitation, haine ou violence envers des individus ou des groupes en raison de leur origine raciale, nationale ou religieuse, par diffusion publique écrite ou orale, la section 1,2 interdit la fondation de, ou l'adhésion à, une organisation qui prépare de la propagande ou des activités dans un objectif de discrimination raciale, la section 2 punit la diffusion publique d'idées offensantes, la section 3 punit le refus, dans l'exercice de ses fonctions, de vendre un article ou de fournir un service sur des bases racistes. » Les accusateurs publics peuvent retenir ces charges, même si la victime ne porte pas plainte. Cependant, comme en 2003, aucune conviction n'avait été atteinte sous la loi.

### Hongrie
Les actions violentes, la cruauté et le chantage faits sur la base du statut national, ethnique ou religieux réel ou supposé de la victime est réprimé par l'article 174/B du code criminel hongrois.

### Irlande
« L'acte d'interdiction d'incitation à la haine de 1989 considère comme une offense d'inciter à la haine contre tout groupe de gens sur le compte de leur race, couleur, nationalité, religion, origine ethnique ou nationale, ou appartenance à la « Traveller community », un groupe indigène minoritaire. ». L'Irlande ne collecte pas systématiquement les données de crimes de haine.

### Islande
La section 233 du code pénal islandais établit que « quiconque qui, en ridiculisant, diffamant, insultant, intimidant ou d'une autre manière attaque publiquement une personne ou un groupe de gens sur le fondement de leur nationalité, couleur de peau, race, religion ou orientation sexuelle doit être mis à l'amende ou emprisonné pour deux ans. » (Le mot « attaque », dans ce contexte, ne se réfère pas aux violences physiques, seulement aux expressions haineuses.).

### Italie
Le code criminel italien, à la section 3 de l'article 205/1993, contient une clause de majoration de peine pour tous les crimes motivés par les préjugés raciaux, ethniques, nationaux ou religieux.

### Kazakhstan
Au Kazakhstan, il existe des clauses constitutionnelles interdisant la propagande promouvant la supériorité raciale ou ethnique.

### Kirghizistan
Au Kirghizistan, « la Constitution du parti de l'état interdit toute sorte de discrimination sur la base de l'origine, sexe, race, langue, nationalité, foi, convictions politiques ou religieuses ou tout autre trait ou circonstance personnel ou social, et l'interdiction de la discrimination raciale inclut également une autre législation, dans les Codes Pénal, Civil et du Travail. »
L'article 299 du Code criminel définit l'incitation à la haine nationale, raciste ou religieuse comme un délit spécifique. Cet article a été utilisé dans les procès politiques de membres soupçonnés d'appartenir à l'organisation bannie Hizb ut-Tahrir.

### République tchèque
« Le code criminel tchèque définit les motifs racistes comme une circonstance aggravante spécifique que les juges ont exigé de tenir compte dans la sentence, aussi bien qu'il définit les actes racistes comme des crimes. La section 196 réprime les violences contre un groupe d'habitants et contre des individus sur le fondement de la race, nationalité, conviction politique ou religion. »

### Suède
L'article 29 du Code pénal suédois comprend une clause de majoration de peine pour les crimes motivés par les préjugés contre la race, couleur, nationalité, ethnie, religion de la victime, ou « autre circonstance » de la victime.

### Pays sans loi sur les crimes de haine
L'Albanie, Chypre, l'Estonie, Saint-Marin, et la Slovénie n'ont aucune loi sur les crimes de haine.